# Quercus rekonis
Quercus rekonis — вид рослин з родини букових (Fagaceae), ендемік Мексики.

## Опис
Листки опадні, зворотно-яйцюваті, 10–17 × 4.5–6 см; верхівка загострена; основа вузько закруглена; край хвилястий, верхівкові 1/2 зубчасті; ніжка листка коротка. Жолуді яйцеподібні, шовковисті, на 3/4 довжини в чашечці; чашечка діаметром 1 см.

## Поширення й екологія
Ендемік Мексики (Оахака, Наярит, Сіналоа).